# Alfa Romeo Carabo
L'Alfa Romeo Carabo ou Carabo Bertone est un concept-car présenté pour la première fois au Salon de l'automobile de Paris 1968.

## Présentation

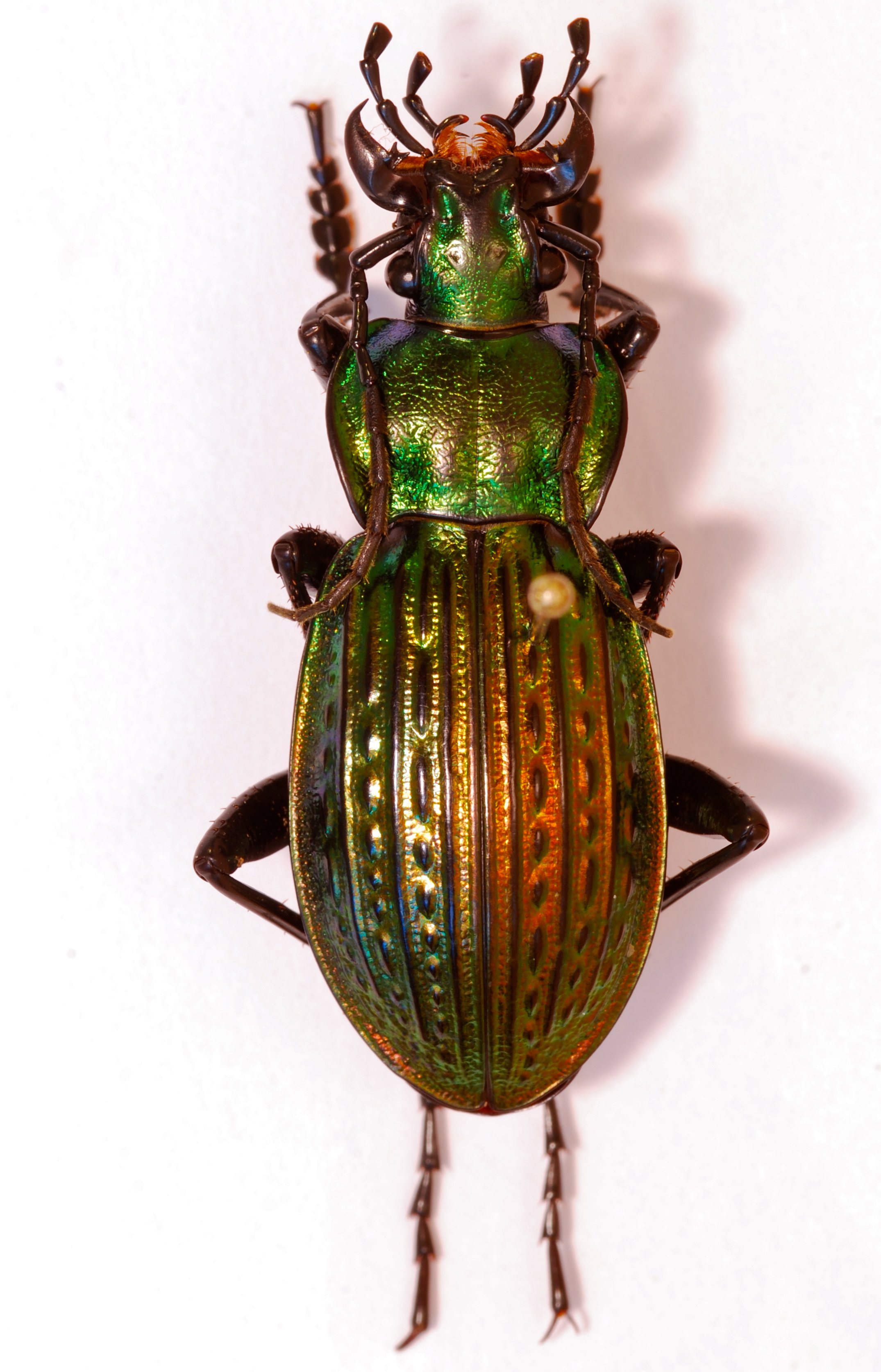
Carabe mâle, vert et orange comme la Carabo.

La Carabo a été conçue par Marcello Gandini, responsable du design chez Bertone. Son nom dérive des Carabes, une espèce de coléoptères. On retrouve également cette inspiration dans les portes en élytres du véhicule, ainsi que dans ses couleurs vert et orange.
La Carabo est basée sur le châssis de l'Alfa Romeo 33 Stradale. Son moteur est un V8 à 90° d'environ 2 L, qui développe un peu plus de 230 ch, à 8 800 tr/min. Il permet à la voiture d'atteindre une vitesse maximale de 250 km/h.
Marcello Gandini reprendra plusieurs aspects de la Carabo dans la Lamborghini Countach, notamment sa carrosserie très basse et tout en angles, et ses portes en élytres.

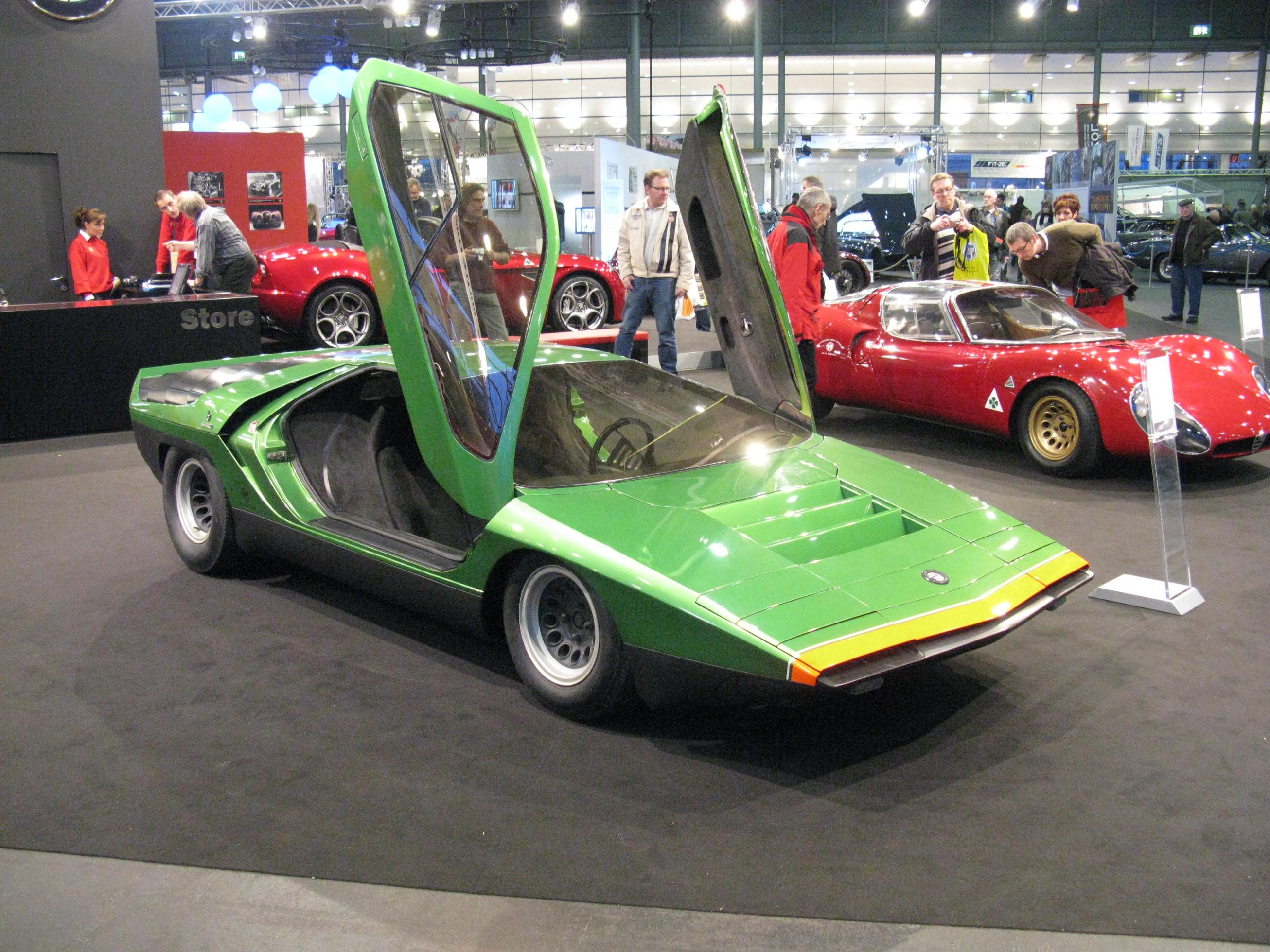
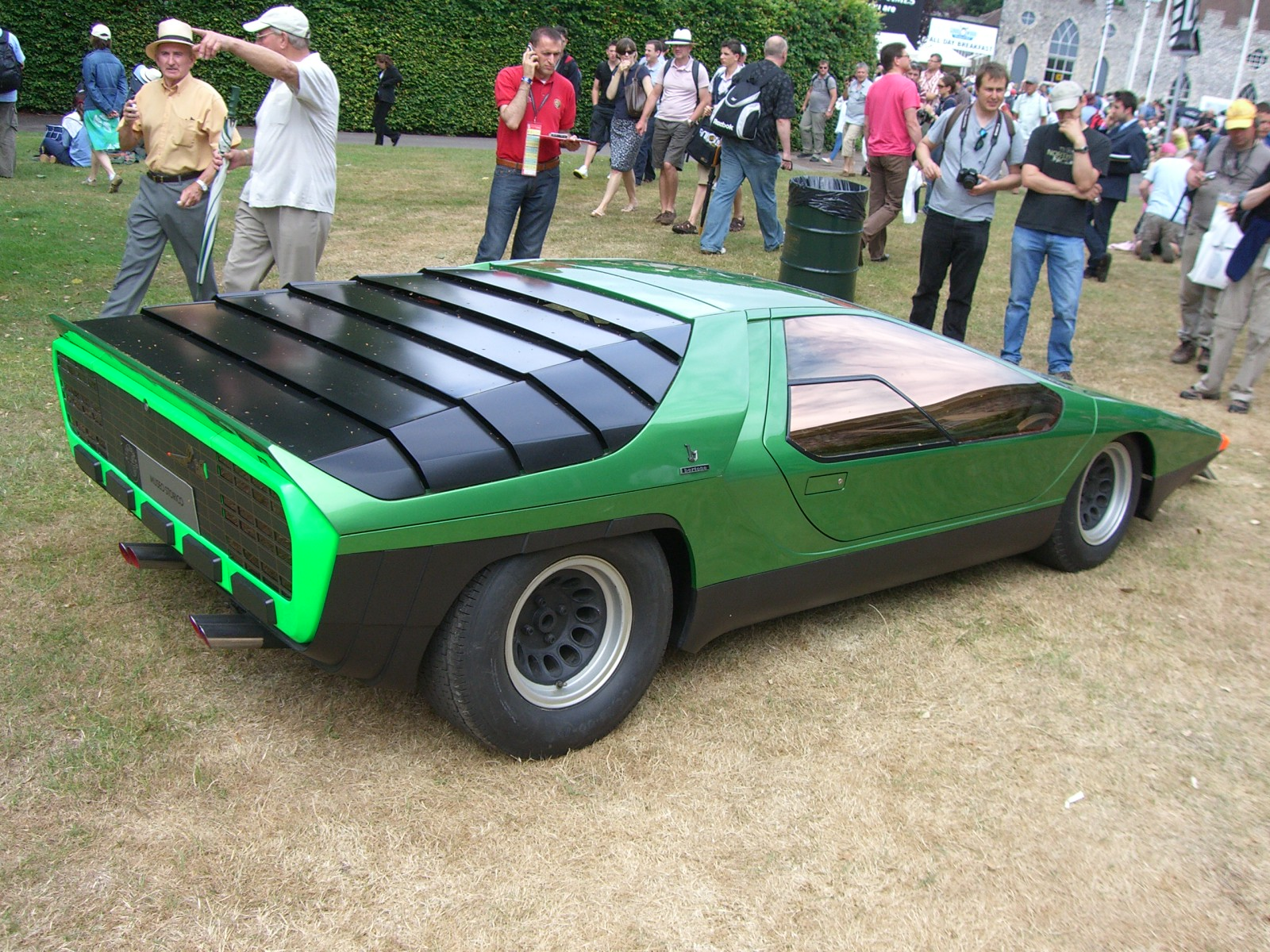